# 以你的名字呼喚我獲獎與提名列表
《请以你的名字呼唤我》（英語：Call Me by Your Name）是一部於2017年上映的成年愛情劇情片。電影由盧卡·格達戈尼諾執導，並由詹姆士·艾佛利編劇。劇情改編自安德列·艾席蒙創作的同名小說。《以你的名字呼喚我》設定在1983年的意大利北部，講述了美裔義大利猶太少年艾里歐·帕爾曼（Elio Perlman，提摩西·夏勒梅飾演）與美國猶太學者奧利佛（Oliver，艾米·漢默飾演）之間的戀情。麥可·斯圖巴、阿蜜拉·卡薩、艾斯特·加雷爾和維多利婭·杜波伊斯飾演配角。萨永普·穆克迪普罗擔任攝影師，而蘇揚·史蒂文斯爲電影原聲帶獻唱三首歌曲。
電影於2017年1月22日在日舞影展首映。索尼經典電影於2017年11月24日在美國有限上映，並於2018年1月19日廣泛上映。其平均在每個影院收穫101,219美元，為全年最高開畫平均數。全球票房收入為4,120萬美元，而生產預算為350萬美元。《以你的名字呼喚我》獲得廣泛好評，尤其是它的導演、攝影、劇本、音樂和演員表現。影評聚合網爛番茄收集了278篇影片中，「新鮮度」為95%。影評網站Metacritic上的51篇評論文章，平均分為93（滿分100），綜合結果為「普遍好評」，為2017年第五高評價的電影。
電影在第90屆奧斯卡金像獎獲得四項提名，包括最佳影片和最佳原創歌曲 （《愛的奧秘》）。夏勒梅成為自1939年來最年輕的最佳男主角提名人，而艾佛利贏得它第一個奧斯卡最佳原創劇本。他還贏得第71屆英國電影學院獎的最佳改編劇本，而他89歲的年紀讓其成為兩項獎項中最年長的獲獎者。在後者獎項中，電影獲得英国电影学院奖最佳影片、最佳導演（格達戈尼諾）和最佳男主角（夏勒梅）。艾佛利還在評論家選擇電影獎、南加州大學編劇獎和美國編劇工會獎憑藉他的劇本獲獎。
《以你的名字呼喚我》在哥譚獨立電影獎獲得三項提名，並贏得最佳影片和突破藝人（夏勒梅）。其在第75屆金球獎獲得最佳戲劇類電影男主角（夏勒梅）、最佳電影男配角（漢默）和最佳戲劇類影片的提名。電影在第33屆獨立精神獎獲得六項提名，並贏得最佳男主角（夏勒梅）和最佳攝影（穆克迪普羅）。在第24屆美國演員工會獎，夏勒梅獲得 美国演员工会奖最佳男主角提名。他在國家評論協會和好萊塢電影獎贏得突破藝人獎。美国电影学会和國家評論協會將這部電影列入2017年十佳電影。

## 榮譽
| 類別                         | 典禮日期       | 獎項                                     | 獲獎與入圍者                                                                                          | 結果       | 參考資料                |
| ---------------------------- | -------------- | ---------------------------------------- | --- | ---------- | ----------------------- |
| 澳大利亞影視藝術學院獎       | 2018年1月5日   | 最佳電影                                 | 《以你的名字呼喚我》                                                                                  | 提名       | [ 15 ] [ 16 ]           |
| 澳大利亞影視藝術學院獎       | 2018年1月5日   | 最佳導演                                 | 盧卡·格達戈尼諾                                                                                       | 提名       | [ 15 ] [ 16 ]           |
| 澳大利亞影視藝術學院獎       | 2018年1月5日   | 最佳男主角                               | 提摩西·夏勒梅                                                                                         | 提名       | [ 15 ] [ 16 ]           |
| 澳大利亞影視藝術學院獎       | 2018年1月5日   | 最佳男配角                               | 艾米·漢默                                                                                             | 提名       | [ 15 ] [ 16 ]           |
| 澳大利亞影視藝術學院獎       | 2018年1月5日   | 最佳劇本                                 | 詹姆士·艾佛利                                                                                         | 提名       | [ 15 ] [ 16 ]           |
| 美國退休人員協會成年人電影獎 | 2018年2月5日   | 最佳編劇                                 | 詹姆士·艾佛利                                                                                         | 提名       | [ 17 ] [ 18 ]           |
| 奥斯卡金像奖                 | 2018年3月4日   | 最佳影片                                 | 彼得·斯皮爾斯、盧卡·格達戈尼諾、埃米莉·喬治斯和馬爾科·莫拉比托                                        | 提名       | [ 19 ] [ 20 ]           |
| 奥斯卡金像奖                 | 2018年3月4日   | 最佳男主角                               | 提摩西·夏勒梅                                                                                         | 提名       | [ 19 ] [ 20 ]           |
| 奥斯卡金像奖                 | 2018年3月4日   | 最佳改編劇本                             | 詹姆士·艾佛利                                                                                         | 獲獎       | [ 19 ] [ 20 ]           |
| 奥斯卡金像奖                 | 2018年3月4日   | 最佳原創歌曲                             | 蘇揚·史蒂文斯的《愛的奧秘》                                                                           | 提名       | [ 19 ] [ 20 ]           |
| 阿得萊德影展                 | 2017年10月12日 | 最佳影片                                 | 《以你的名字呼喚我》                                                                                  | 提名       | [ 21 ]                  |
| 非裔美國影評人協會           | 2017年12月12日 | 十佳電影                                 | 《以你的名字呼喚我》                                                                                  | 第六名     | [ 22 ]                  |
| 女性电影记者联盟             | 2018年1月9日   | 最佳電影                                 | 《以你的名字呼喚我》                                                                                  | 提名       | [ 23 ] [ 24 ]           |
| 女性电影记者联盟             | 2018年1月9日   | 最佳男主角                               | 提摩西·夏勒梅                                                                                         | 提名       | [ 23 ] [ 24 ]           |
| 女性电影记者联盟             | 2018年1月9日   | 最佳改編劇本                             | 詹姆士·艾佛利                                                                                         | 獲獎       | [ 23 ] [ 24 ]           |
| 女性电影记者联盟             | 2018年1月9日   | 最佳男配角                               | 麥可·斯圖巴                                                                                           | 提名       | [ 23 ] [ 24 ]           |
| 阿曼達獎                     | 2018年8月18日  | 最佳外語片                               | 《以你的名字呼喚我》                                                                                  | 待定       | [ 25 ]                  |
| 美国电影学会                 | 2018年1月5日   | 年度十佳電影                             | 《以你的名字呼喚我》                                                                                  | 獲獎       | [ 26 ] [ 27 ]           |
| 奥斯汀影评人协会             | 2018年1月8日   | 最佳電影                                 | 《以你的名字呼喚我》                                                                                  | 提名       | [ 28 ] [ 29 ]           |
| 奥斯汀影评人协会             | 2018年1月8日   | 最佳男主角                               | 提摩西·夏勒梅                                                                                         | 獲獎       | [ 28 ] [ 29 ]           |
| 奥斯汀影评人协会             | 2018年1月8日   | 最佳男配角                               | 艾米·漢默                                                                                             | 提名       | [ 28 ] [ 29 ]           |
| 奥斯汀影评人协会             | 2018年1月8日   | 最佳男配角                               | 麥可·斯圖巴                                                                                           | 提名       | [ 28 ] [ 29 ]           |
| 奥斯汀影评人协会             | 2018年1月8日   | 最佳改編劇本                             | 詹姆士·艾佛利                                                                                         | 獲獎       | [ 28 ] [ 29 ]           |
| 奥斯汀影评人协会             | 2018年1月8日   | 羅伯特·R·「波比」·麥柯迪紀念碑突破藝人獎 | 提摩西·夏勒梅                                                                                         | 獲獎       | [ 28 ] [ 29 ]           |
| 奥斯汀影评人协会             | 2018年1月8日   | 十佳電影                                 | 《以你的名字呼喚我》                                                                                  | 第二名     | [ 28 ] [ 29 ]           |
| 澳洲影評人協會               | 2018年3月13日  | 最佳國際電影（英語）                     | 《以你的名字呼喚我》                                                                                  | 提名       | [ 30 ]                  |
| 柏林国际电影节               | 2017年2月17日  | 泰迪熊奖                                 | 《以你的名字呼喚我》                                                                                  | 提名       | [ 31 ]                  |
| 波士頓影評人協會             | 2017年12月10日 | 最佳男主角                               | 提摩西·夏勒梅                                                                                         | 亞軍       | [ 32 ] [ 33 ]           |
| 英国电影学院奖               | 2018年2月18日  | 最佳影片                                 | 《以你的名字呼喚我》                                                                                  | 提名       | [ 34 ] [ 35 ]           |
| 英国电影学院奖               | 2018年2月18日  | 最佳導演                                 | 盧卡·格達戈尼諾                                                                                       | 提名       | [ 34 ] [ 35 ]           |
| 英国电影学院奖               | 2018年2月18日  | 最佳改編劇本                             | 詹姆士·艾佛利                                                                                         | 獲獎       | [ 34 ] [ 35 ]           |
| 英国电影学院奖               | 2018年2月18日  | 最佳男主角                               | 提摩西·夏勒梅                                                                                         | 提名       | [ 34 ] [ 35 ]           |
| 英國電影協會                 | 2017年12月14日 | 《视与听》2017年最佳電影                 | 《以你的名字呼喚我》                                                                                  | 第三名     | [ 36 ] [ 37 ]           |
| 卡加利國際影展               | 2017年10月12日 | 粉絲最愛獎                               | 《以你的名字呼喚我》                                                                                  | 獲獎       | [ 38 ] [ 39 ]           |
| 卡普里好萊塢國際影展         | 2018年1月2日   | 最佳改編劇本                             | 詹姆士·艾佛利和盧卡·格達戈尼諾                                                                        | 獲獎       | [ 40 ] [ 41 ] [ 42 ]    |
| 巴黎男同性戀和女同性戀影展   | 2017年11月21日 | 大獎                                     | 《以你的名字呼喚我》                                                                                  | 獲獎       | [ 43 ] [ 44 ]           |
| 芝加哥影评人协会             | 2017年12月12日 | 最佳影片                                 | 《以你的名字呼喚我》                                                                                  | 提名       | [ 45 ] [ 46 ]           |
| 芝加哥影评人协会             | 2017年12月12日 | 最佳導演                                 | 盧卡·格達戈尼諾                                                                                       | 提名       | [ 45 ] [ 46 ]           |
| 芝加哥影评人协会             | 2017年12月12日 | 最佳男主角                               | 提摩西·夏勒梅                                                                                         | 獲獎       | [ 45 ] [ 46 ]           |
| 芝加哥影评人协会             | 2017年12月12日 | 最佳男配角                               | 艾米·漢默                                                                                             | 提名       | [ 45 ] [ 46 ]           |
| 芝加哥影评人协会             | 2017年12月12日 | 最佳男配角                               | 麥可·斯圖巴                                                                                           | 提名       | [ 45 ] [ 46 ]           |
| 芝加哥影评人协会             | 2017年12月12日 | 最佳改編劇本                             | 詹姆士·艾佛利                                                                                         | 獲獎       | [ 45 ] [ 46 ]           |
| 芝加哥影评人协会             | 2017年12月12日 | 最佳剪輯                                 | 沃爾特·法薩諾                                                                                         | 提名       | [ 45 ] [ 46 ]           |
| 芝加哥影评人协会             | 2017年12月12日 | 最有前途藝人                             | 提摩西·夏勒梅                                                                                         | 獲獎       | [ 45 ] [ 46 ]           |
| 和平電影院獎                 | 2018年1月19日  | 年度最有價值電影                         | 《以你的名字呼喚我》                                                                                  | 提名       | [ 47 ]                  |
| 评论家选择电影奖             | 2018年1月11日  | 最佳電影                                 | 《以你的名字呼喚我》                                                                                  | 提名       | [ 48 ] [ 49 ]           |
| 评论家选择电影奖             | 2018年1月11日  | 最佳導演                                 | 盧卡·格達戈尼諾                                                                                       | 提名       | [ 48 ] [ 49 ]           |
| 评论家选择电影奖             | 2018年1月11日  | 最佳男主角                               | 提摩西·夏勒梅                                                                                         | 提名       | [ 48 ] [ 49 ]           |
| 评论家选择电影奖             | 2018年1月11日  | 最佳男配角                               | 艾米·漢默                                                                                             | 提名       | [ 48 ] [ 49 ]           |
| 评论家选择电影奖             | 2018年1月11日  | 最佳男配角                               | 麥可·斯圖巴                                                                                           | 提名       | [ 48 ] [ 49 ]           |
| 评论家选择电影奖             | 2018年1月11日  | 最佳改編劇本                             | 詹姆士·艾佛利                                                                                         | 獲獎       | [ 48 ] [ 49 ]           |
| 评论家选择电影奖             | 2018年1月11日  | 最佳攝影                                 | 薩永普·穆克迪普羅                                                                                     | 提名       | [ 48 ] [ 49 ]           |
| 评论家选择电影奖             | 2018年1月11日  | 最佳歌曲                                 | 蘇揚·史蒂文斯的《愛的奧秘》                                                                           | 提名       | [ 48 ] [ 49 ]           |
| 达拉斯—沃斯堡影评人协会      | 2017年12月13日 | 最佳影片                                 | 《以你的名字呼喚我》                                                                                  | 第四名     | [ 50 ]                  |
| 达拉斯—沃斯堡影评人协会      | 2017年12月13日 | 最佳男主角                               | 提摩西·夏勒梅                                                                                         | 第四名     | [ 50 ]                  |
| 达拉斯—沃斯堡影评人协会      | 2017年12月13日 | 最佳男配角                               | 艾米·漢默                                                                                             | 第四名     | [ 50 ]                  |
| 底特律影评人协会             | 2017年12月7日  | 最佳男主角                               | 提摩西·夏勒梅                                                                                         | 提名       | [ 51 ]                  |
| 底特律影评人协会             | 2017年12月7日  | 最佳男配角                               | 麥可·斯圖巴                                                                                           | 提名       | [ 51 ]                  |
| 底特律影评人协会             | 2017年12月7日  | 突破演出                                 | 提摩西·夏勒梅                                                                                         | 提名       | [ 51 ]                  |
| 多利安獎                     | 2018年2月24日  | 年度電影                                 | 《以你的名字呼喚我》                                                                                  | 獲獎       | [ 52 ] [ 53 ]           |
| 多利安獎                     | 2018年2月24日  | 年度導演（電影或電視）                   | 盧卡·格達戈尼諾                                                                                       | 提名       | [ 52 ] [ 53 ]           |
| 多利安獎                     | 2018年2月24日  | 年度最佳演出－男主角                     | 提摩西·夏勒梅                                                                                         | 獲獎       | [ 52 ] [ 53 ]           |
| 多利安獎                     | 2018年2月24日  | 年度最佳演出－男配角                     | 艾米·漢默                                                                                             | 提名       | [ 52 ] [ 53 ]           |
| 多利安獎                     | 2018年2月24日  | 年度最佳演出－男配角                     | 麥可·斯圖巴                                                                                           | 獲獎       | [ 52 ] [ 53 ]           |
| 多利安獎                     | 2018年2月24日  | 年度LGBTQ電影                            | 《以你的名字呼喚我》                                                                                  | 獲獎       | [ 52 ] [ 53 ]           |
| 多利安獎                     | 2018年2月24日  | 年度劇本（原創或改編）                   | 詹姆士·艾佛利                                                                                         | 提名       | [ 52 ] [ 53 ]           |
| 多利安獎                     | 2018年2月24日  | 年度視覺驚人電影                         | 《以你的名字呼喚我》                                                                                  | 提名       | [ 52 ] [ 53 ]           |
| 多利安獎                     | 2018年2月24日  | 「我們是關於你的王爾德！」崛起之星獎     | 提摩西·夏勒梅                                                                                         | 獲獎       | [ 52 ] [ 53 ]           |
| 都柏林影評人協會             | 2017年12月13日 | 最佳電影                                 | 《以你的名字呼喚我》                                                                                  | 第七名     | [ 54 ]                  |
| 都柏林影評人協會             | 2017年12月13日 | 最佳男演員                               | 提摩西·夏勒梅                                                                                         | 第四名     | [ 54 ]                  |
| 都柏林影評人協會             | 2017年12月13日 | 最佳男演員                               | 艾米·漢默                                                                                             | 第六名     | [ 54 ]                  |
| 都柏林影評人協會             | 2017年12月13日 | 最佳攝影                                 | 薩永普·穆克迪普羅                                                                                     | 亞軍       | [ 54 ]                  |
| 帝國獎                       | 2018年3月18日  | 最佳電影                                 | 《以你的名字呼喚我》                                                                                  | 提名       | [ 55 ] [ 56 ]           |
| 帝國獎                       | 2018年3月18日  | 最佳男主角                               | 艾米·漢默                                                                                             | 提名       | [ 55 ] [ 56 ]           |
| 帝國獎                       | 2018年3月18日  | 最佳男新人                               | 提摩西·夏勒梅                                                                                         | 提名       | [ 55 ] [ 56 ]           |
| 帝國獎                       | 2018年3月18日  | 最佳劇本                                 | 《以你的名字呼喚我》                                                                                  | 提名       | [ 55 ] [ 56 ]           |
| 帝國獎                       | 2018年3月18日  | 最佳原聲帶                               | 《以你的名字呼喚我》                                                                                  | 提名       | [ 55 ] [ 56 ]           |
| 佛罗里达影评人协会           | 2017年12月23日 | 最佳電影                                 | 《以你的名字呼喚我》                                                                                  | 提名       | [ 57 ] [ 58 ]           |
| 佛罗里达影评人协会           | 2017年12月23日 | 最佳男主角                               | 提摩西·夏勒梅                                                                                         | 獲獎       | [ 57 ] [ 58 ]           |
| 佛罗里达影评人协会           | 2017年12月23日 | 最佳男配角                               | 艾米·漢默                                                                                             | 提名       | [ 57 ] [ 58 ]           |
| 佛罗里达影评人协会           | 2017年12月23日 | 最佳男配角                               | 麥可·斯圖巴                                                                                           | 提名       | [ 57 ] [ 58 ]           |
| 佛罗里达影评人协会           | 2017年12月23日 | 最佳改編劇本                             | 詹姆士·艾佛利                                                                                         | 獲獎       | [ 57 ] [ 58 ]           |
| 佛罗里达影评人协会           | 2017年12月23日 | 保琳·凱爾突破獎                          | 提摩西·夏勒梅                                                                                         | 獲獎       | [ 57 ] [ 58 ]           |
| 乔治亚影评人协会             | 2018年1月12日  | 最佳電影                                 | 《以你的名字呼喚我》                                                                                  | 提名       | [ 59 ]                  |
| 乔治亚影评人协会             | 2018年1月12日  | 最佳男主角                               | 提摩西·夏勒梅                                                                                         | 提名       | [ 59 ]                  |
| 乔治亚影评人协会             | 2018年1月12日  | 最佳男配角                               | 麥可·斯圖巴                                                                                           | 提名       | [ 59 ]                  |
| 乔治亚影评人协会             | 2018年1月12日  | 最佳改編劇本                             | 詹姆士·艾佛利                                                                                         | 提名       | [ 59 ]                  |
| 乔治亚影评人协会             | 2018年1月12日  | 最佳原創歌曲                             | 蘇揚·史蒂文斯的《愛的奧秘》                                                                           | 提名       | [ 59 ]                  |
| 乔治亚影评人协会             | 2018年1月12日  | 突破獎                                   | 提摩西·夏勒梅                                                                                         | 提名       | [ 59 ]                  |
| 佛兰德斯国际电影节           | 2017年10月20日 | 大獎賽                                   | 《以你的名字呼喚我》                                                                                  | 提名       | [ 60 ]                  |
| 佛兰德斯国际电影节           | 2017年10月20日 | 探索獎                                   | 《以你的名字呼喚我》                                                                                  | 獲獎       | [ 60 ]                  |
| 同志媒體獎                   | 2018年5月5日   | 傑出電影－廣泛上映                       | 《以你的名字呼喚我》                                                                                  | 獲獎       | [ 61 ] [ 62 ]           |
| 金德比獎                     | 2018年3月1日   | 最佳影片                                 | 彼得·斯皮爾斯、盧卡·格達戈尼諾、埃米莉·喬治斯和馬爾科·莫拉比托                                        | 獲獎       | [ 63 ] [ 64 ]           |
| 金德比獎                     | 2018年3月1日   | 最佳導演                                 | 盧卡·格達戈尼諾                                                                                       | 提名       | [ 63 ] [ 64 ]           |
| 金德比獎                     | 2018年3月1日   | 最佳男主角                               | 提摩西·夏勒梅                                                                                         | 獲獎       | [ 63 ] [ 64 ]           |
| 金德比獎                     | 2018年3月1日   | 最佳男配角                               | 艾米·漢默                                                                                             | 提名       | [ 63 ] [ 64 ]           |
| 金德比獎                     | 2018年3月1日   | 最佳男配角                               | 麥可·斯圖巴                                                                                           | 提名       | [ 63 ] [ 64 ]           |
| 金德比獎                     | 2018年3月1日   | 最佳改編劇本                             | 詹姆士·艾佛利                                                                                         | 獲獎       | [ 63 ] [ 64 ]           |
| 金德比獎                     | 2018年3月1日   | 最佳整體演出                             | 凡達·卡普里奧洛、阿蜜拉·卡薩、提摩西·夏勒梅、維多利婭·杜波伊斯、艾斯特·加雷爾、艾米·汉莫和麥可·斯圖巴 | 提名       | [ 63 ] [ 64 ]           |
| 金德比獎                     | 2018年3月1日   | 最佳攝影                                 | 薩永普·穆克迪普羅                                                                                     | 提名       | [ 63 ] [ 64 ]           |
| 金德比獎                     | 2018年3月1日   | 最佳美術指導                             | 山繆·德霍斯、桑德羅·皮卡羅齊和維奧蘭特·迪莫德羅內                                                     | 提名       | [ 63 ] [ 64 ]           |
| 金德比獎                     | 2018年3月1日   | 最佳歌曲                                 | 蘇揚·史蒂文斯的《愛的奧秘》                                                                           | 獲獎       | [ 63 ] [ 64 ]           |
| 金德比獎                     | 2018年3月1日   | 最佳歌曲                                 | 蘇揚·史蒂文斯的《金色幻象》                                                                           | 提名       | [ 63 ] [ 64 ]           |
| 金拍板獎                     | 2018年6月7日   | 愛麗絲／喬瓦尼                           | 《以你的名字呼喚我》                                                                                  | 提名       | [ 65 ] [ 66 ] [ 67 ]    |
| 金拍板獎                     | 2018年6月7日   | 最佳電影                                 | 《以你的名字呼喚我》                                                                                  | 獲獎       | [ 65 ] [ 66 ] [ 67 ]    |
| 金拍板獎                     | 2018年6月7日   | 最佳海報                                 | 盧卡·格達戈尼諾、陳莉和卡梅隆·皮羅内                                                                  | 獲獎       | [ 65 ] [ 66 ] [ 67 ]    |
| 金拍板獎                     | 2018年6月7日   | 最佳剪輯                                 | 沃爾特·法薩諾                                                                                         | 獲獎       | [ 65 ] [ 66 ] [ 67 ]    |
| 金拍板獎                     | 2018年6月7日   | 最佳製作人                               | 盧卡·格達戈尼諾、馬爾科·莫拉比托和佛朗西斯·梅爾齊·德艾利魯                                            | 提名       | [ 65 ] [ 66 ] [ 67 ]    |
| 金拍板獎                     | 2018年6月7日   | 最佳服裝設計                             | 朱莉婭·皮耶爾桑蒂                                                                                     | 提名       | [ 65 ] [ 66 ] [ 67 ]    |
| 金球獎                       | 2018年1月7日   | 最佳戲劇類影片                           | 《以你的名字呼喚我》                                                                                  | 提名       | [ 68 ] [ 69 ]           |
| 金球獎                       | 2018年1月7日   | 最佳戲劇類電影男主角                     | 提摩西·夏勒梅                                                                                         | 提名       | [ 68 ] [ 69 ]           |
| 金球獎                       | 2018年1月7日   | 最佳電影男配角                           | 艾米·漢默                                                                                             | 提名       | [ 68 ] [ 69 ]           |
| 金愚人獎                     | 2018年3月2日   | 年度突破演出                             | 提摩西·夏勒梅                                                                                         | 提名       | [ 70 ] [ 71 ]           |
| 金番茄獎                     | 2018年1月4日   | 最好評有限上映                           | 《以你的名字呼喚我》                                                                                  | 獲獎       | [ 72 ] [ 73 ]           |
| 金番茄獎                     | 2018年1月4日   | 最好評愛情電影                           | 《以你的名字呼喚我》                                                                                  | 第二名     | [ 72 ] [ 73 ]           |
| 金預告獎                     | 2018年5月31日  | 最佳愛情電影                             | 《以你的名字呼喚我》（電影預告）                                                                      | 獲獎       | [ 74 ] [ 75 ]           |
| 哥譚獨立電影獎               | 2017年11月27日 | 最佳影片                                 | 《以你的名字呼喚我》                                                                                  | 獲獎       | [ 76 ] [ 77 ]           |
| 哥譚獨立電影獎               | 2017年11月27日 | 最佳劇本                                 | 詹姆士·艾佛利                                                                                         | 提名       | [ 76 ] [ 77 ]           |
| 哥譚獨立電影獎               | 2017年11月27日 | 突破男演員                               | 提摩西·夏勒梅                                                                                         | 獲獎       | [ 76 ] [ 77 ]           |
| 音樂監督工會獎               | 2018年2月8日   | 最佳音樂監督電影：預算低於5百萬美元      | 羅賓·厄当                                                                                             | 獲獎       | [ 78 ] [ 79 ]           |
| 音樂監督工會獎               | 2018年2月8日   | 電影最佳歌曲/錄製                        | 羅賓·厄当（監督）的《愛的奧秘》                                                                       | 獲獎       | [ 78 ] [ 79 ]           |
| 好萊塢電影獎                 | 2017年11月6日  | 好萊塢突破男演員演出獎                   | 提摩西·夏勒梅                                                                                         | 獲獎       | [ 80 ]                  |
| 休斯顿影评人协会             | 2018年1月6日   | 最佳影片                                 | 《以你的名字呼喚我》                                                                                  | 提名       | [ 81 ] [ 82 ]           |
| 休斯顿影评人协会             | 2018年1月6日   | 最佳男主角                               | 提摩西·夏勒梅                                                                                         | 提名       | [ 81 ] [ 82 ]           |
| 休斯顿影评人协会             | 2018年1月6日   | 最佳男配角                               | 麥可·斯圖巴                                                                                           | 提名       | [ 81 ] [ 82 ]           |
| 休斯顿影评人协会             | 2018年1月6日   | 最佳攝影                                 | 薩永普·穆克迪普羅                                                                                     | 提名       | [ 81 ] [ 82 ]           |
| 休斯顿影评人协会             | 2018年1月6日   | 最佳原創歌曲                             | 蘇揚·史蒂文斯的《金色幻象》                                                                           | 提名       | [ 81 ] [ 82 ]           |
| 獨立影視聯盟電影與戲劇獎     | 2018年2月15日  | 國際男演員                               | 提摩西·夏勒梅                                                                                         | 提名       | [ 83 ] [ 84 ]           |
| 獨立精神獎                   | 2018年3月3日   | 最佳影片                                 | 《以你的名字呼喚我》                                                                                  | 提名       | [ 85 ] [ 86 ]           |
| 獨立精神獎                   | 2018年3月3日   | 最佳導演                                 | 盧卡·格達戈尼諾                                                                                       | 提名       | [ 85 ] [ 86 ]           |
| 獨立精神獎                   | 2018年3月3日   | 最佳男主角                               | 提摩西·夏勒梅                                                                                         | 獲獎       | [ 85 ] [ 86 ]           |
| 獨立精神獎                   | 2018年3月3日   | 最佳男配角                               | 艾米·漢默                                                                                             | 提名       | [ 85 ] [ 86 ]           |
| 獨立精神獎                   | 2018年3月3日   | 最佳攝影                                 | 薩永普·穆克迪普羅                                                                                     | 獲獎       | [ 85 ] [ 86 ]           |
| 獨立精神獎                   | 2018年3月3日   | 最佳剪輯                                 | 沃爾特·法薩諾                                                                                         | 提名       | [ 85 ] [ 86 ]           |
| IndieWire評論家調查          | 2017年12月19日 | 最佳影片                                 | 《以你的名字呼喚我》                                                                                  | 第七名     | [ 87 ]                  |
| IndieWire評論家調查          | 2017年12月19日 | 最佳導演                                 | 盧卡·格達戈尼諾                                                                                       | 第二名     | [ 87 ]                  |
| IndieWire評論家調查          | 2017年12月19日 | 最佳男主角                               | 提摩西·夏勒梅                                                                                         | 獲獎       | [ 87 ]                  |
| IndieWire評論家調查          | 2017年12月19日 | 最佳男配角                               | 艾米·漢默                                                                                             | 第三名     | [ 87 ]                  |
| IndieWire評論家調查          | 2017年12月19日 | 最佳男配角                               | 麥可·斯圖巴                                                                                           | 第四名     | [ 87 ]                  |
| IndieWire評論家調查          | 2017年12月19日 | 最佳劇本                                 | 《以你的名字呼喚我》                                                                                  | 第三名     | [ 87 ]                  |
| IndieWire評論家調查          | 2017年12月19日 | 最佳攝影                                 | 《以你的名字呼喚我》                                                                                  | 第四名     | [ 87 ]                  |
| 國際電影迷協會               | 2018年2月4日   | 最佳影片                                 | 《以你的名字呼喚我》                                                                                  | 獲獎       | [ 88 ] [ 89 ]           |
| 國際電影迷協會               | 2018年2月4日   | 最佳導演                                 | 盧卡·格達戈尼諾                                                                                       | 亞軍       | [ 88 ] [ 89 ]           |
| 國際電影迷協會               | 2018年2月4日   | 最佳男主角                               | 提摩西·夏勒梅                                                                                         | 獲獎       | [ 88 ] [ 89 ]           |
| 國際電影迷協會               | 2018年2月4日   | 最佳男配角                               | 艾米·漢默                                                                                             | 提名       | [ 88 ] [ 89 ]           |
| 國際電影迷協會               | 2018年2月4日   | 最佳男配角                               | 麥可·斯圖巴                                                                                           | 獲獎       | [ 88 ] [ 89 ]           |
| 國際電影迷協會               | 2018年2月4日   | 最佳女配角                               | 阿蜜拉‧卡薩                                                                                           | 提名       | [ 88 ] [ 89 ]           |
| 國際電影迷協會               | 2018年2月4日   | 最佳改編劇本                             | 詹姆士·艾佛利                                                                                         | 獲獎       | [ 88 ] [ 89 ]           |
| 國際電影迷協會               | 2018年2月4日   | 最佳攝影                                 | 薩永普·穆克迪普羅                                                                                     | 提名       | [ 88 ] [ 89 ]           |
| 國際電影迷協會               | 2018年2月4日   | 最佳美術指導                             | 山繆·德霍斯                                                                                           | 提名       | [ 88 ] [ 89 ]           |
| 國際電影迷協會               | 2018年2月4日   | 最佳原創音樂                             | 蘇揚·史蒂文斯                                                                                         | 提名       | [ 88 ] [ 89 ]           |
| 國際電影迷協會               | 2018年2月4日   | 最佳整體演出                             | 《以你的名字呼喚我》                                                                                  | 提名       | [ 88 ] [ 89 ]           |
| 密什科茲國際影展             | 2017年9月17日  | 艾默利·普萊斯柏格獎                      | 《以你的名字呼喚我》                                                                                  | 提名       | [ 90 ]                  |
| 吉姆·里德利紀念館電影調查    | 2018年1月4日   | 年度電影                                 | 《以你的名字呼喚我》                                                                                  | 第三名     | [ 91 ]                  |
| 永河畔拉羅什國際影展         | 2017年10月22日 | 特別陪審團獎                             | 《以你的名字呼喚我》                                                                                  | 獲獎       | [ 92 ] [ 93 ]           |
| 盧比安納國際影展             | 2017年11月18日 | 年輕陪審團獎                             | 《以你的名字呼喚我》                                                                                  | 獲獎       | [ 94 ]                  |
| 里斯本與愛斯多尼影展         | 2017年11月26日 | 積家最佳電影獎                           | 《以你的名字呼喚我》                                                                                  | 提名       | [ 95 ] [ 96 ]           |
| 里斯本與愛斯多尼影展         | 2017年11月26日 | NOS觀衆獎                                | 《以你的名字呼喚我》                                                                                  | 獲獎       | [ 95 ] [ 96 ]           |
| 洛杉磯影評人協會             | 2018年1月13日  | 最佳電影                                 | 《以你的名字呼喚我》                                                                                  | 獲獎       | [ 97 ] [ 98 ]           |
| 洛杉磯影評人協會             | 2018年1月13日  | 最佳導演                                 | 盧卡·格達戈尼諾                                                                                       | 獲獎       | [ 97 ] [ 98 ]           |
| 洛杉磯影評人協會             | 2018年1月13日  | 最佳男主角                               | 提摩西·夏勒梅                                                                                         | 獲獎       | [ 97 ] [ 98 ]           |
| 洛杉磯義大利影展             | 2018年3月3日   | 傑出獎                                   | 盧卡·格達戈尼諾和馬爾科·莫拉比托                                                                      | 獲獎       | [ 99 ] [ 100 ]          |
| 伦敦影评人协会               | 2018年1月28日  | 年度電影                                 | 《以你的名字呼喚我》                                                                                  | 提名       | [ 101 ] [ 102 ]         |
| 伦敦影评人协会               | 2018年1月28日  | 年度導演                                 | 盧卡·格達戈尼諾                                                                                       | 提名       | [ 101 ] [ 102 ]         |
| 伦敦影评人协会               | 2018年1月28日  | 年度男主角                               | 提摩西·夏勒梅                                                                                         | 獲獎       | [ 101 ] [ 102 ]         |
| 伦敦影评人协会               | 2018年1月28日  | 年度男配角                               | 麥可·斯圖巴                                                                                           | 提名       | [ 101 ] [ 102 ]         |
| 伦敦影评人协会               | 2018年1月28日  | 年度編劇                                 | 詹姆士·艾佛利                                                                                         | 提名       | [ 101 ] [ 102 ]         |
| 墨爾本國際影展               | 2017年8月20日  | 觀衆獎                                   | 《以你的名字呼喚我》                                                                                  | 獲獎       | [ 103 ]                 |
| MTV影視大獎                  | 2018年6月18日  | 最佳電影演員                             | 提摩西·夏勒梅                                                                                         | 提名       | [ 104 ] [ 105 ]         |
| MTV影視大獎                  | 2018年6月18日  | 最佳音樂片段                             | 艾里歐在最後一幕哭泣                                                                                  | 提名       | [ 104 ] [ 105 ]         |
| 銀緞帶獎                     | 2018年6月30日  | 最佳電影                                 | 《以你的名字呼喚我》                                                                                  | 提名       | [ 106 ] [ 107 ] [ 108 ] |
| 銀緞帶獎                     | 2018年6月30日  | 最佳導演                                 | 盧卡·格達戈尼諾                                                                                       | 提名       | [ 106 ] [ 107 ] [ 108 ] |
| 銀緞帶獎                     | 2018年6月30日  | 最佳剪輯                                 | 沃爾特·法薩諾                                                                                         | 獲獎       | [ 106 ] [ 107 ] [ 108 ] |
| 國家評論協會                 | 2018年1月9日   | 十佳電影                                 | 《以你的名字呼喚我》                                                                                  | 獲獎       | [ 109 ]                 |
| 國家評論協會                 | 2018年1月9日   | 突破演出                                 | 提摩西·夏勒梅                                                                                         | 獲獎       | [ 109 ]                 |
| 國家影評人協會               | 2018年1月6日   | 最佳男主角                               | 提摩西·夏勒梅                                                                                         | 第三名     | [ 110 ]                 |
| 國家影評人協會               | 2018年1月6日   | 最佳男配角                               | 麥可·斯圖巴                                                                                           | 第二名     | [ 110 ]                 |
| 紐約影評人協會               | 2018年1月3日   | 最佳男主角                               | 提摩西·夏勒梅                                                                                         | 獲獎       | [ 111 ] [ 112 ]         |
| 纽约在线影评人协会           | 2017年12月10日 | 突破演員                                 | 提摩西·夏勒梅                                                                                         | 獲獎       | [ 113 ] [ 114 ]         |
| 纽约在线影评人协会           | 2017年12月10日 | 十佳電影                                 | 《以你的名字呼喚我》                                                                                  | 獲獎       | [ 113 ] [ 114 ]         |
| 在线影评人协会               | 2017年12月28日 | 最佳影片                                 | 《以你的名字呼喚我》                                                                                  | 提名       | [ 115 ] [ 116 ]         |
| 在线影评人协会               | 2017年12月28日 | 最佳男主角                               | 提摩西·夏勒梅                                                                                         | 提名       | [ 115 ] [ 116 ]         |
| 在线影评人协会               | 2017年12月28日 | 最佳男配角                               | 艾米·漢默                                                                                             | 提名       | [ 115 ] [ 116 ]         |
| 在线影评人协会               | 2017年12月28日 | 最佳男配角                               | 麥可·斯圖巴                                                                                           | 提名       | [ 115 ] [ 116 ]         |
| 在线影评人协会               | 2017年12月28日 | 最佳改編劇本                             | 詹姆士·艾佛利                                                                                         | 獲獎       | [ 115 ] [ 116 ]         |
| 在线影评人协会               | 2017年12月28日 | 最佳突破新星                             | 提摩西·夏勒梅                                                                                         | 獲獎       | [ 115 ] [ 116 ]         |
| 棕榈泉国际电影节             | 2018年1月2日   | 崛起之星獎                               | 提摩西·夏勒梅                                                                                         | 獲獎       | [ 117 ] [ 118 ]         |
| 美國製片公會獎               | 2018年1月20日  | 最佳院線電影                             | 彼得·斯皮爾斯、盧卡·格達戈尼諾、埃米莉·喬治斯和馬爾科·莫拉比托                                        | 提名       | [ 119 ] [ 120 ]         |
| 聖地牙哥影評人協會           | 2017年12月11日 | 最佳電影                                 | 《以你的名字呼喚我》                                                                                  | 提名       | [ 121 ] [ 122 ]         |
| 聖地牙哥影評人協會           | 2017年12月11日 | 最佳男主角                               | 提摩西·夏勒梅                                                                                         | 提名       | [ 121 ] [ 122 ]         |
| 聖地牙哥影評人協會           | 2017年12月11日 | 最佳改編劇本                             | 詹姆士·艾佛利                                                                                         | 提名       | [ 121 ] [ 122 ]         |
| 聖地牙哥影評人協會           | 2017年12月11日 | 最佳音樂使用                             | 《以你的名字呼喚我》                                                                                  | 亞軍       | [ 121 ] [ 122 ]         |
| 聖地牙哥影評人協會           | 2017年12月11日 | 突破藝人                                 | 提摩西·夏勒梅                                                                                         | 提名       | [ 121 ] [ 122 ]         |
| 聖地牙哥影評人協會           | 2017年12月11日 | 電影主體                                 | 麥可·斯圖巴                                                                                           | 獲獎       | [ 121 ] [ 122 ]         |
| 旧金山影评人协会             | 2017年12月10日 | 最佳電影                                 | 《以你的名字呼喚我》                                                                                  | 提名       | [ 123 ]                 |
| 旧金山影评人协会             | 2017年12月10日 | 最佳男主角                               | 提摩西·夏勒梅                                                                                         | 提名       | [ 123 ]                 |
| 旧金山影评人协会             | 2017年12月10日 | 最佳男配角                               | 艾米·漢默                                                                                             | 提名       | [ 123 ]                 |
| 旧金山影评人协会             | 2017年12月10日 | 最佳男配角                               | 麥可·斯圖巴                                                                                           | 提名       | [ 123 ]                 |
| 旧金山影评人协会             | 2017年12月10日 | 最佳改編劇本                             | 詹姆士·艾佛利                                                                                         | 獲獎       | [ 123 ]                 |
| 聖塞瓦斯蒂安國際電影節       | 2017年9月29日  | 塞巴斯提安獎                             | 《以你的名字呼喚我》                                                                                  | 提名       | [ 124 ]                 |
| 聖塔芭芭拉國際影展           | 2018年1月31日  | 精湛獎                                   | 提摩西·夏勒梅                                                                                         | 獲獎       | [ 125 ]                 |
| 卫星奖                       | 2018年2月11日  | 最佳電影                                 | 《以你的名字呼喚我》                                                                                  | 提名       | [ 126 ] [ 127 ]         |
| 卫星奖                       | 2018年2月11日  | 最佳男配角                               | 艾米·漢默                                                                                             | 提名       | [ 126 ] [ 127 ]         |
| 卫星奖                       | 2018年2月11日  | 最佳改編劇本                             | 詹姆士·艾佛利                                                                                         | 提名       | [ 126 ] [ 127 ]         |
| 美國演員工會獎               | 2018年1月21日  | 最佳男主角                               | 提摩西·夏勒梅                                                                                         | 提名       | [ 128 ] [ 129 ]         |
| 西雅圖影評人協會             | 2017年12月18日 | 最佳整體演出                             | 《以你的名字呼喚我》                                                                                  | 提名       | [ 130 ] [ 131 ]         |
| 塞爾吉奧·阿米迪獎            | 2018年7月18日  | 最佳國際劇本                             | 《以你的名字呼喚我》                                                                                  | 待定       | [ 132 ] [ 133 ]         |
| 新加坡国际电影节             | 2017年12月3日  | 觀衆選擇獎                               | 《以你的名字呼喚我》                                                                                  | 獲獎       | [ 134 ] [ 135 ]         |
| 圣路易斯影评人协会           | 2017年12月17日 | 最佳改編劇本                             | 詹姆士·艾佛利和安德列·艾席蒙                                                                          | 提名       | [ 136 ]                 |
| 圣路易斯影评人协会           | 2017年12月17日 | 最佳鏡頭                                 | 帕爾曼先生（麥可·斯圖巴）的結束獨白                                                                   | 提名       | [ 136 ]                 |
| 聖路易國際影展               | 2017年11月12日 | 最佳節日觀衆選擇獎                       | 《以你的名字呼喚我》                                                                                  | 獲獎       | [ 137 ]                 |
| 雪梨影展                     | 2017年6月18日  | Foxtel電影觀衆獎                         | 《以你的名字呼喚我》                                                                                  | 第二名     | [ 138 ]                 |
| Time Out電影調查             | 2018年4月13日  | 50佳男同性戀電影                         | 《以你的名字呼喚我》                                                                                  | 第八名     | [ 139 ]                 |
| Time Out電影調查             | 2018年4月12日  | 百佳愛情電影                             | 《以你的名字呼喚我》                                                                                  | 第十五名   | [ 140 ]                 |
| 多伦多影评人协会             | 2017年12月10日 | 最佳男主角                               | 提摩西·夏勒梅                                                                                         | 亞軍       | [ 141 ]                 |
| 多伦多影评人协会             | 2017年12月10日 | 最佳男配角                               | 麥可·斯圖巴                                                                                           | 亞軍       | [ 141 ]                 |
| 多倫多國際影展               | 2017年9月17日  | 民衆選擇獎                               | 《以你的名字呼喚我》                                                                                  | 第三名     | [ 142 ]                 |
| 南加州大學編劇獎             | 2018年2月10日  | 最佳劇本                                 | 安德列·艾席蒙和詹姆士·艾佛利                                                                          | 獲獎       | [ 143 ] [ 144 ]         |
| 温哥华影评人协会             | 2018年1月8日   | 最佳男主角                               | 提摩西·夏勒梅                                                                                         | 提名       | [ 145 ] [ 146 ]         |
| 温哥华影评人协会             | 2018年1月8日   | 最佳男配角                               | 艾米·漢默                                                                                             | 提名       | [ 145 ] [ 146 ]         |
| 鄉村之聲電影調查             | 2018年2月13日  | 最佳電影                                 | 《以你的名字呼喚我》                                                                                  | 第四名     | [ 147 ] [ 148 ]         |
| 鄉村之聲電影調查             | 2018年2月13日  | 最佳主角                                 | 提摩西·夏勒梅                                                                                         | 第二名     | [ 147 ] [ 148 ]         |
| 鄉村之聲電影調查             | 2018年2月13日  | 最佳主角                                 | 艾米·漢默                                                                                             | 第八十六名 | [ 147 ] [ 148 ]         |
| 鄉村之聲電影調查             | 2018年2月13日  | 最佳配角                                 | 麥可·斯圖巴                                                                                           | 第五名     | [ 147 ] [ 148 ]         |
| 鄉村之聲電影調查             | 2018年2月13日  | 最佳配角                                 | 艾米·漢默                                                                                             | 第十二名   | [ 147 ] [ 148 ]         |
| 鄉村之聲電影調查             | 2018年2月13日  | 最佳導演                                 | 盧卡·格達戈尼諾                                                                                       | 第五名     | [ 147 ] [ 148 ]         |
| 鄉村之聲電影調查             | 2018年2月13日  | 最佳劇本                                 | 詹姆士·艾佛利                                                                                         | 第四名     | [ 147 ] [ 148 ]         |
| 华盛顿特区影评人协会         | 2017年12月8日  | 最佳電影                                 | 《以你的名字呼喚我》                                                                                  | 提名       | [ 149 ]                 |
| 华盛顿特区影评人协会         | 2017年12月8日  | 最佳男主角                               | 提摩西·夏勒梅                                                                                         | 提名       | [ 149 ]                 |
| 华盛顿特区影评人协会         | 2017年12月8日  | 最佳男配角                               | 艾米·漢默                                                                                             | 提名       | [ 149 ]                 |
| 华盛顿特区影评人协会         | 2017年12月8日  | 最佳男配角                               | 麥可·斯圖巴                                                                                           | 提名       | [ 149 ]                 |
| 华盛顿特区影评人协会         | 2017年12月8日  | 最佳改編劇本                             | 詹姆士·艾佛利                                                                                         | 提名       | [ 149 ]                 |
| 华盛顿特区影评人协会         | 2017年12月8日  | 最佳攝影                                 | 薩永普·穆克迪普羅                                                                                     | 提名       | [ 149 ]                 |
| 女性影評人協會               | 2017年12月21日 | 最佳男主角                               | 提摩西·夏勒梅                                                                                         | 提名       | [ 150 ] [ 151 ]         |
| 美国编剧工会奖               | 2018年2月11日  | 最佳改編劇本                             | 詹姆士·艾佛利                                                                                         | 獲獎       | [ 152 ] [ 153 ]         |

## 備注
1. 1 2  還憑藉他在《淑女鳥》和《敵對分子》的表現。
2. ↑  與《大災難家》的史考特·諾伊史達特、邁克爾·H·韋伯、格雷格·塞斯特羅和湯姆·比塞爾共享。
3. ↑  還憑藉他在《淑女鳥》和《炎夏之夜》的演出。
4. ↑  與《歡迎光臨奇幻城堡》共享。
5. ↑  還憑藉他在《淑女鳥》、《炎夏之夜》和《敵對分子》的表現。
6. ↑  與《水底情深》的導演吉勒摩·戴托羅共享。
7. ↑  與《犬人（英语：Dogman (film)）》的剪輯師馬可·史波勒蒂尼（英语：Marco Spoletini）共享。
8. 1 2  還憑藉他在《郵報：密戰》和《水底情深》的演出表現。
9. ↑  與《玉子》的安瑞賢、《馬賽克（英语：Mosaic (2018 film)）》的珍妮佛·費林、《傑羅德遊戲（英语：Gerald's Game (film)）》的卡拉·古奇諾、《希望在世界另一端（英语：The Other Side of Hope）》的謝爾哈·哈吉（英语：Sherwan Haji）、《貓的戰爭（英语：Catfight (film)）》的安·海契、《你的名字。》的神木隆之介 、《我就是要結婚！（英语：The Wedding Plan）》的諾亞·庫勒、《熊幸福騙局（英语：Brigsby Bear）》的凱爾·穆尼（英语：Kyle Mooney）、《捍衛任務2：殺神回歸》的基努·里维斯、《春川》的李施讓（英语：Lee Se-rang）、《邁耶維茨家的故事（全新增訂版）》的班·史提勒和《割愛》的Nakhane Touré共享。
10. ↑  與《寧靜的熱情（英语：A Quiet Passion）》的特伦斯·戴维斯、《三块广告牌》的 馬丁·麥多納 和《抓狂美術館》的鲁本·奥斯特伦德共享。

## 外部連結
- 官方网站
- 互联网电影数据库（IMDb）上《Awards for Call Me by Your Name》的资料（英文）